# Riserva naturale di Taxkorgan
La riserva naturale di Taxkorgan è una riserva naturale della prefettura di Kashgar, nello Xinjiang (Cina). È situato attorno al Pamir Taghdumbash, tra le catene del Pamir e del Karakorum. Estesa per circa 14.000 km², venne istituita nel 1984, soprattutto per proteggere due sottospecie di argali (Ovis ammon), la pecora di Marco Polo (O. a. polii) e l'argali del Tibet (O. a. hodgsonii). Da allora è divenuta importante anche per la protezione di altre specie, come il leopardo delle nevi (Panthera uncia).

## Geografia
La riserva è situata all'estremità occidentale della Cina, presso il confine con Afghanistan, Tagikistan e Pakistan. Essa confina inoltre con il parco nazionale di Khunjerab in Pakistan a sud e con il parco nazionale del Wakhan in Afghanistan. Metà della riserva è situata al di sopra dei 4500 m e ricopre le pendici settentrionali del Karakorum, il margine occidentale del Kunlun e le diramazioni orientali del Pamir. La maggior parte del territorio è dominata da distese di vegetazione alpina. Gli alberi sono presenti unicamente in alcune vallate al di sotto dei 3400 m.

## Fauna
La riserva è la dimora di tre specie di ungulati selvatici. La più importante tra queste è la pecora di Marco Polo. Negli anni ottanta nella riserva ne rimanevano solamente circa 150 esemplari, ma da allora la popolazione è aumentata e oggi se ne contano circa 1000 capi. Le altre due specie di ungulati sono lo stambecco siberiano (Capra sibirica) e il bharal (Pseudois nayaur). In passato nella riserva era presente anche un altro ungulato, il kiang (Equus kiang). I grandi predatori sono rappresentati dal leopardo delle nevi (Panthera uncia), dal lupo (Canis lupus) e dall'orso bruno (Ursus arctos). Nella riserva vivono inoltre 7750 persone con 70.000 animali domestici. Il bestiame ha un profondo impatto sulla vegetazione della riserva.
Tra il 2011 e il 2013, i locali hanno avvistato a più riprese dei cuon del Tien Shan (Cuon alpinus hesperius).